# 2MASS-GC02
2MASS-GC02 (również Hurt 2) – gromada kulista znajdująca się w odległości około 16 tys. lat świetlnych od Ziemi w kierunku konstelacji Strzelca. Została odkryta w 2000 roku przez Joselino Vasqueza, a potwierdzona przez zespół astronomów pod kierownictwem R.J. Hurta w programie 2MASS.
Gromada kulista 2MASS-GC02 jest niewidoczna w świetle widzialnym, lecz została zauważona w podczerwieni. Znajduje się ona w odległości 10,4 tys. lat świetlnych od jądra Drogi Mlecznej.